# カタリスト (企業)
カタリスト (Catalist) は、ワシントンD.C.に本拠を置き、有権者データベースを運営している営利法人 。

## 沿革
カタリストは、2006年にハロルド・M・イッキーズが、ジョージ・ソロスから設立資金を得て設立した。同社は、民主党の選挙キャンペーンのためのマイクロターゲティングを専門としている。設立当初の社名は、Data Warehouse, LLC. といった。
カタリストのCEOであるローラ・クイン (Laura Quinn) は、アメリカ合衆国上院の経済政策顧問であり、かつてはアル・ゴア副大統領の次席補佐官 (Deputy Chief of Staff for Vice President Al Gore) を務めていた。
2016年8月、カタリストの分析は、6月に実施された大統領選挙における激戦州10州における記録から、おもに多数派である白人たちからなる、これまでにない新たな有権者の増加が、共和党の予備選挙で記録破りの結果を生んだことを明らかにした。また、カタリストと SurveyMonkey が協力した取り組みから、ヒラリー・クリントンの支持者たちに比べると、バーニー・サンダースの支持者たちは必ずしも常に民主党に投票しているわけではなく、民主党からすれば当てにできないことが明らかにされた。
2008年の大統領選挙では、おもにカタリストが民主党のデータの蓄積を担っており、サービス従業員国際組合 (SEIU)、民主党全国委員会や、バラク・オバマの選挙運動など、90以上のリベラル派のグループに協力していた。
カタリストは、Rock the Vote やエミリーズ・リストなどのクライアントのために、データマイニングにも取り組んでいる。カタリストは、民主同盟から、資金の提供を受けている。
2015年、カタリストは、アメリカ合衆国における主要な教員組合である全米教育協会 (NEA) から725,000ドルを提供された。
同社は、2018年の時点で、アメリカ合衆国の2億4千万人の個人に関するデータを保有しており、「進歩的 (progressive)」団体によってそのデータが利用されているとしている。この時点では、ローラ・クインがCEOである。